# Joshua Bertie
 (septembre 2023).
Joshua Bertie, né le 9 octobre 1996 à Londres, est un footballeur international insulaire des Îles Vierges britanniques. Il évolue au poste d'ailier gauche à Winchester City.

## Biographie

### En club
Bertie fait ses débuts en compétition pour Andover Town le 4 août 2018 lors d'une défaite 10-1 contre l'AFC Stoneham, jouant toute la rencontre. Il inscrit son premier but en compétition pour le club dans le cadre d'un doublé juste une semaine plus tard, à la 28e minute d'une défaite 5-2 contre United Services Portsmouth en FA Cup. 
Après avoir changé de poste, passant d'arrière latéral à attaquant, Bertie marque 31 buts en 26 matches pour Andover Town lors de la saison 2021-22, ce qui lui vaut d'être transféré à Dorchester Town, qui évolue en Southern League Premier Division South. 
En juin 2022, il rejoint Winchester City, un autre club de la même division. 
En novembre 2022, il joue un match en prêt à Bemerton Heath Harlequins.

### En sélection
Le joueur fait ses débuts avec l'équipe des îles Vierges britanniques le 25 juillet 2018, contre Sint Maarten, en match amical. Toutefois, ce match n'est pas reconnu par la FIFA. 
Le 14 octobre 2018, il fait ses débuts en match officiel, lors d'un match contre le Suriname.